# Krems an der Donau
Pour les articles homonymes, voir Krems.
Krems an der Donau (Krems-sur-le-Danube) est la cinquième ville du land de Basse-Autriche en Autriche, située aux bords du Danube au fond de la vallée de la Wachau. Cette ville statutaire est également le centre administratif du district de Krems. Elle faisait partie du paysage culturel de la Wachau, ajouté au patrimoine mondial de l'UNESCO en 2000.
La viticulture, notamment du vin blanc, est une réalité économique ; en outre, la société Bailoni à Krems est un producteur principal d'une eau-de-vie d'abricot (Marille).

## Géographie
- 1Carte dynamique
- 2Carte Openstreetmap
- 3Carte topographique
- 4Carte avec les communes environnantes

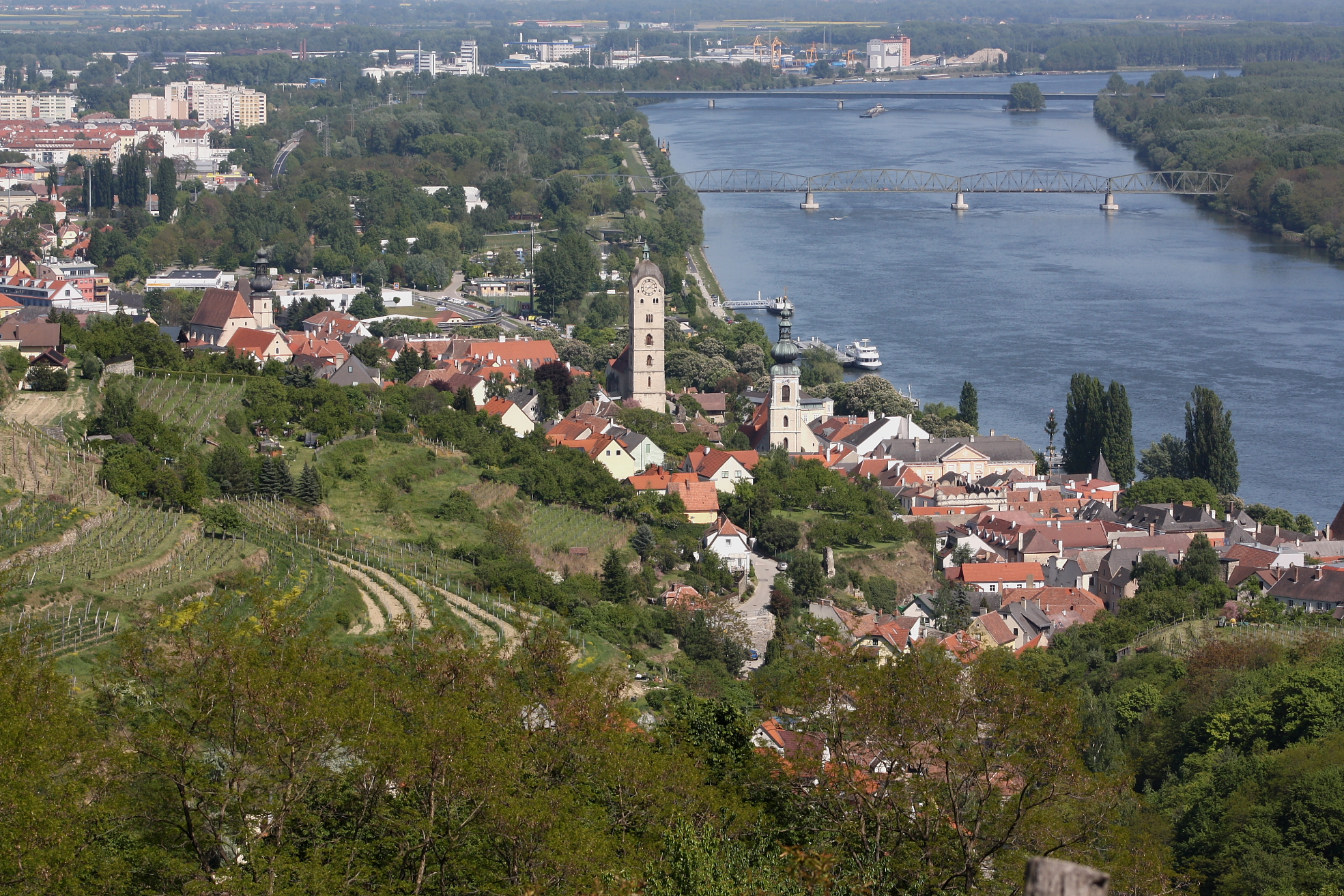
Vue sur Stein sur le Danube.

Krems est située dans le sud de la région du Waldviertel, au confluent du Danube et la rivière Krems, à l'extrémité orientale de la vallée de la Wachau. À l'est, le plateau du Wagram et le bassin de Tulln s'étendent jusqu'à Vienne à environ 70 kilomètres de distance. Le territoire communal de Krems comprend l'ancienne ville de Stein à l'ouest, rattachée administrativement en 1938, faisant dire aux Autrichiens que celles-ci sont deux villes distinctes.
Krems borde les municipalités suivantes : Stratzing, Langenlois, Rohrendorf bei Krems, Gedersdorf, Traismauer, Nußdorf ob der Traisen, Paudorf, Furth bei Göttweig, Mautern an der Donau, Dürnstein et Senftenberg.

## Histoire
La première mention de la ville (orientalis urbs quae dicitur Cremisa) remonte à 995 à l'époque de l'empereur Otton III.
Mais l'occupation humaine en ce lieu est très ancienne : il y a environ 40 000 à 30 000 ans, des groupes mobiles de chasseurs-cueilleurs du Paléolithique supérieur ont occupé à plusieurs reprises le promontoire sur la rive gauche du Danube au-dessus de ce qui est aujourd'hui le centre-ville de Krems. Les vastes vestiges archéologiques de ces occupations, qui sont intégrés dans d'épaisses séquences de sédiments de loess, jouent un rôle important dans la compréhension des modèles de peuplement, de la culture et de l'économie des premiers humains anatomiquement modernes en Europe centrale.
Ici, enfoui sous plus de 5 m de sédiments de loess, les fouilles archéologiques ont révélé un étage d'occupation s'étendant sur env. 45 m2 présentant un ensemble de structures de peuplement interdépendantes bien préservées qui permettent un aperçu détaillé du comportement des chasseurs-cueilleurs du Paléolithique supérieur, y compris un grand foyer multifonctionnel avec des fosses connectées et deux sépultures d'enfants. Les caractéristiques typologiques et technologiques des artefacts, qui comprennent des objets d'art et des ornements personnels, attribuent cette occupation au Pavlovien, une expression régionale du Gravettien ancien. Le site est daté de 31 000 à 31 700 AP, une phase de refroidissement climatique et d'apparition de calottes glaciaires croissantes à l'approche du dernier maximum glaciaire. Les données saisonnières fournies par les restes fauniques des proies chassées indiquent que le camp a été utilisé en hiver ou au début du printemps.
Le site a révélé une double tombe de jumeaux monozygotes et une tombe d'un autre enfant âgé de 3 mois. Il s'agit des plus anciennes tombes découvertes en Autriche. La Vénus de Galgenberg, une statuette du Paléolithique supérieur découverte à Stratzing au nord de Krems, a un âge de 30 000 ans BP et permet de la rattacher soit à l'Aurignacien, soit au Gravettien.

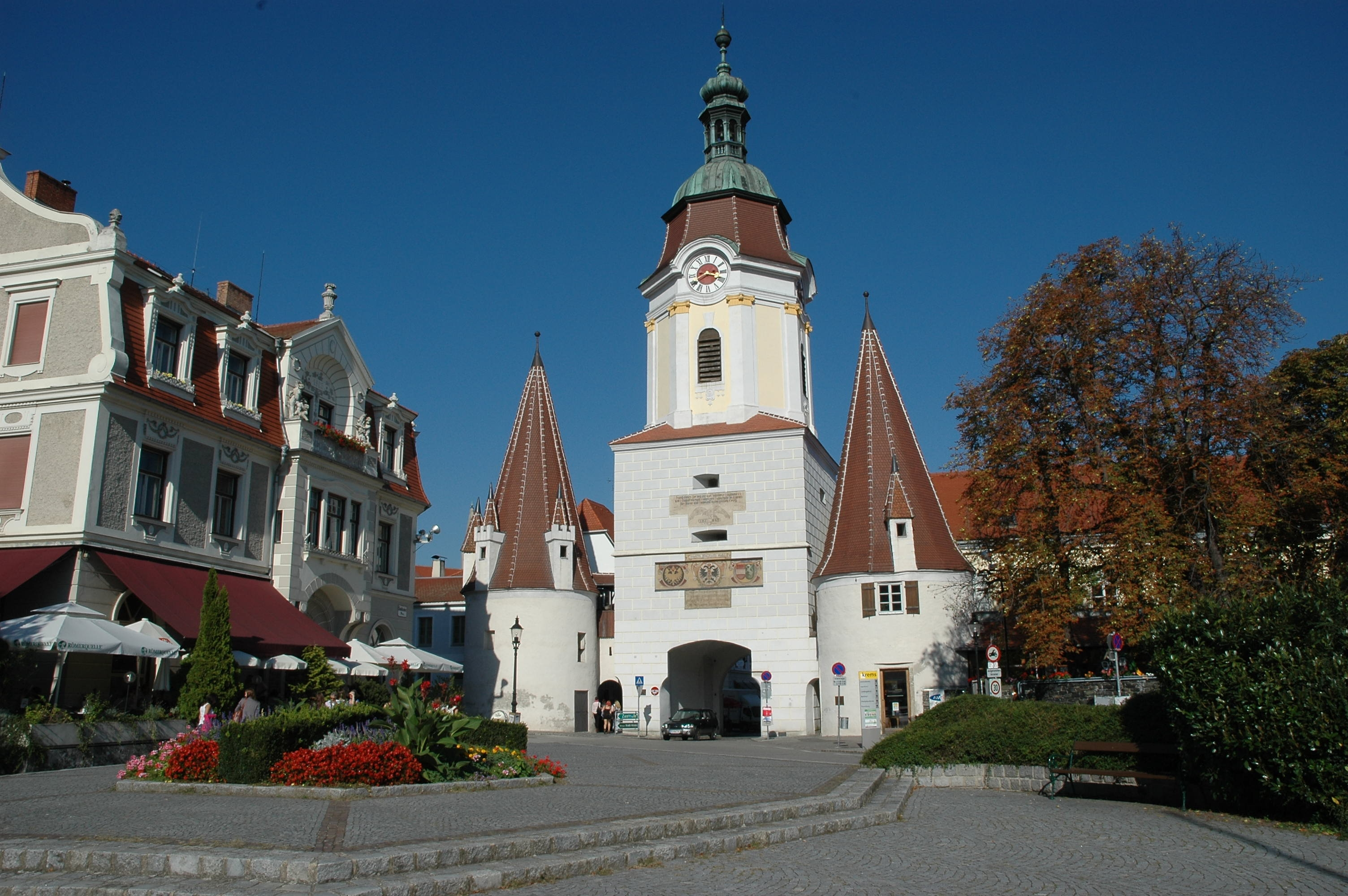
La porte de Stein, l'un des emblèmes de la ville.

Après la victoire du roi Otton Ier sur les Magyars à la bataille du Lechfeld en 955, la marche d'Autriche fut établie sur les rives du Danube à l'est du duché de Bavière. Chremis, comme on l'appelait alors, a reçu les droits de ville déjà sous l'administration de la maison de Babenberg aux XIe et XIIe siècles ; à cette époque, elle était presque aussi grand que Vienne. Le privilège urbain de Krems et de Stein a de nouveau été vérifié sous le règne des Habsbourg en 1305. En 1421, le duc Albert V d'Autriche ordonna de chasser les Juifs de la ville. L'empereur Frédéric III conféra les armoiries du Saint-Empire, l'aigle à deux têtes, à la ville le 1er avril 1463.
Au XVIe siècle, Krems devint l'un des centres de la Réforme protestante dans l'archiduché d'Autriche, mais cette période a été interrompue par les mesures sévères de la Contre-Réforme sous la domination des Habsbourg puis par la guerre de Trente Ans : en 1645, la ville fut assiégée et prise par les troupes suédoises, suivi de la reconquête par les forces impériales.
Pendant les guerres napoléoniennes de la Troisième Coalition, la bataille de Dürenstein s'est déroulée le 11 novembre 1805 aux portes de Stein, opposant les troupes françaises commandées par le maréchal Édouard Mortier aux forces russes et autrichiennes commandées par le feld-maréchal Mikhaïl Koutouzov. Le général autrichien Johann Heinrich von Schmitt est tué au cours de la bataille.
Après l'Anschluss en 1938, la ville appartenait au Troisième Reich devenant le chef-lieu du nouveau Reichsgau de Niederdonau. Durant la Seconde Guerre mondiale, un grand camp de prisonniers de guerre géré par la Wehrmacht, le Stammlager XVII-B, se trouvait à Krems ; plus tard, il servit de modèle au film américain Stalag 17 réalisé par Billy Wilder, sorti en 1953.

## Transport
La gare principale de la ville est un nœud ferroviaire entre les lignes de Franz-Josef à Vienne, de Krems à St. Pölten, de Donauufer à Spitz et le chemin de fer régional de la vallée de la Kamp. Krems est à l'intersection de la voie express de Stockerau S5 et la voie express de S33. La Donau Straße B3 mène à la Wachau puis vers la Haute-Autriche, la Retzer Straße B35 conduit à  Retz, la Kremser Straße B37 à Zwettl et la Langenloiser Straße B218 vers Langenlois et dans la vallée de la Kamp. Krems étant une jonction entre les lignes de bus de Wieselbus, qui fournit des connexions radiales entre Sankt Pölten et les différentes régions de Basse-Autriche.

## Personnalités liées à la ville
- Le peintre Martin Johann Schmidt (1718–1801), appelé communément Kremser Schmidt, peintre, dessinateur et graveur du Baroque tardif, a vécu pendant longtemps à Krems ;
- Le peintre paysagiste Michael Wutky (1739-1822), célèbre pour ses peintures des éruptions du Vésuve est né à Krems ;
- Ludwig von Köchel (1800–1877), écrivain, compositeur, botaniste et éditeur ;
- Franz Cölestin Schneider (1812-1897), chimiste autrichien ;
- Wilhelm Miklas (1872–1956), homme d'État ;
- Hans Wagner-Schönkirch (1872–1940), compositeur, chef de chœur, pédagogue et théoricien, diplômé d'enseignement à Krems ;
- Kurt Hruby (1921–1992), écrivain et théologien ;
- Eberhard Kummer (1940–2019), chanteur, avocat, et spécialiste de la musique médiévale ;
- Leo Zogmayer, artiste, né en 1949 ;
- Ulrike Lunacek (née en 1957), femme politique ;
- Brigitte Zarfl, femme politique, née à Krems en 1962 ;
- Marko Stanković (né en 1986), footballeur.

## Jumelages

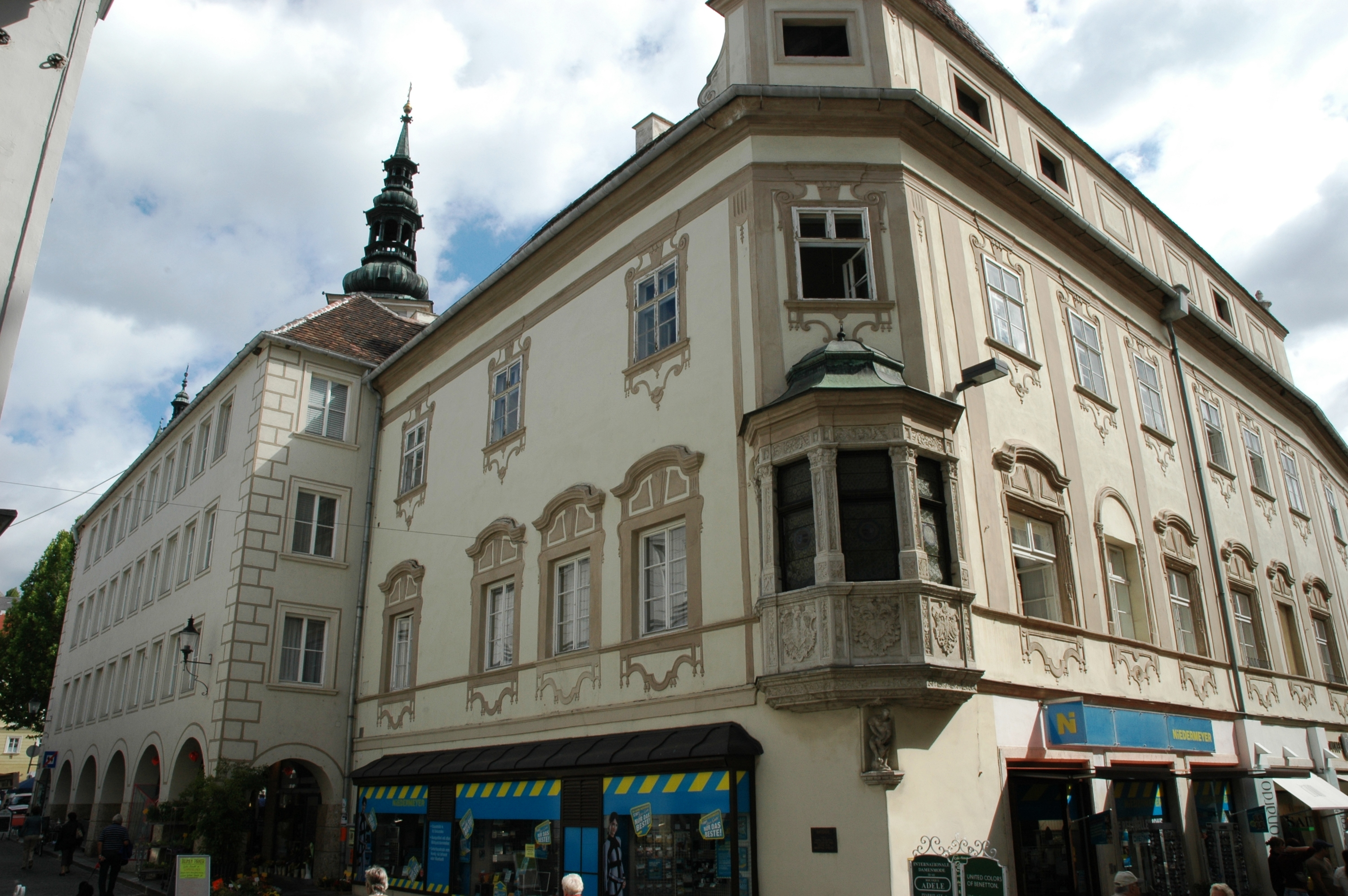
La mairie de Krems.

La ville de Krems est jumelée avec :
- Böblingen (Allemagne) depuis 1971
- Grapevine (États-Unis) depuis 1999
- Kroměříž (Tchéquie) depuis 1994
- Beaune (France) depuis 1976
- Passau (Allemagne) depuis 1973
- Ribe (Danemark) depuis 1971

## Sports
La ville possède un club de handball, l'UHK Krems, qui a réalisé en 2019 le doublé Championnat-Coupe d'Autriche.